# Mark Kirk
Mark Steven Kirk (Champaign (Illinois), 15 september 1959) is een Amerikaans politicus van de Republikeinse Partij. Hij was van 2010 tot 2017 senator voor Illinois. Eerder was hij afgevaardigde voor het 10e district van Illinois.

## Biografie

### Jeugd
Mark Steven Kirk werd geboren in Champaign in de staat Illinois. De zoon van Francis Gabriel (Frank) Kirk en Judith Ann Brady. Na het afronden van lagere scholen in Winnetka en Carlinville studeerde Kirk aan de Cornell-universiteit in Ithaca in de staat New York. Kirk studeerde cum laude af met de titel Bachelor of Arts. Hierna studeerde hij aan de London School of Economics in het Verenigd Koninkrijk en de Universiteit van Georgetown in Washington D.C.. Kirk werkte van de jaren tachtig tot de jaren negentig als advocaat in zijn thuis staat Illinois.

### Militaire dienst
In 1989 ging hij als reservist bij de inlichtingendienst van de United States Navy, hij zag actie bij Operatie Allied Force in 1999, en bij Operatie Northern Watch in 2000. Zijn rang is kapitein-luitenant ter zee commander.

### Politiek
Kirk werkte bij aan het begin van zijn carrière voor afgevaardigde John Porter van het 10e district van Illinois. Van 1991 tot 1993 was Kirk de speciale assistent van de onderminister van Buitenlandse Zaken Lawrence Eagleburger in het kabinet van president George H.W. Bush. Daarna werkte Kirk van 1993 tot 1995 als advocaat bij Baker & McKenzie. In 1995 werd Kirk genoemd als een adviseur voor de House International Relations Committee, waar hij tot 1999 werkzaam was. In 2001 volgde hij zijn oud-werkgever John Porter op als de afgevaardigde voor het 10e district van Illinois. In 2010 was hij de Republikeinse kandidaat voor vrijgekomen senaatszetel van president Barack Obama. Waarnemend senator Roland Burris van de Democratische Partij had aangegeven zich niet kandidaat te stellen. Kirk versloeg de Democratische kandidaat Alexi Giannoulias en werd geïnstalleerd als senator op 29 november 2010.

### Persoonlijk
Op 21 januari 2012 had Kirk een zware beroerte, na één jaar van revalidatie keerde hij terug naar de senaat op 3 januari 2013.
- Library of Congress Control Number: no2008080486
- Biographical Directory of the United States Congress: K000360
- Virtual International Authority File: 9657145
- WorldCat: E39PBJtcHYbkpBvQ6Tp3FfFMyd